# Nomex
Nomex (poli(izoftalano-1,3-fenylodiamid)) – polimer z grupy aramidów, wykorzystywany do produkcji włókien i arkuszy posiadających jednocześnie wysoką odporność mechaniczną i termiczną. Nazwa „nomex” jest zarejestrowanym znakiem towarowym firmy DuPont.
Otrzymywany przez polimeryzację 1,3-diaminobenzenu i kwasu izoftalowego. Pokrewny kevlar jest produktem polimeryzacji 1,4-diaminobenzenu i kwasu tereftalowego (nomex jest więc izomerem meta, a kevlar – para).
Własności fizykochemiczne Nomeksu są zbliżone do kevlaru. Ma on jednak niższą temperaturę mięknięcia (ok. 220 °C) i rozkładu (ok. 350 °C) niż Kevlar oraz łatwiej się rozpuszcza w kwasie siarkowym, dzięki czemu jego obróbka jest tańsza i łatwiejsza.
Technologia syntezy tego polimeru została opracowana w latach 60. XX w. przez zespół chemików z firmy DuPont, kierowany przez Wilfreda Sweeny. Pierwsze materiały oparte na Nomeksie trafiły na rynek w 1967 roku.

## Zastosowania

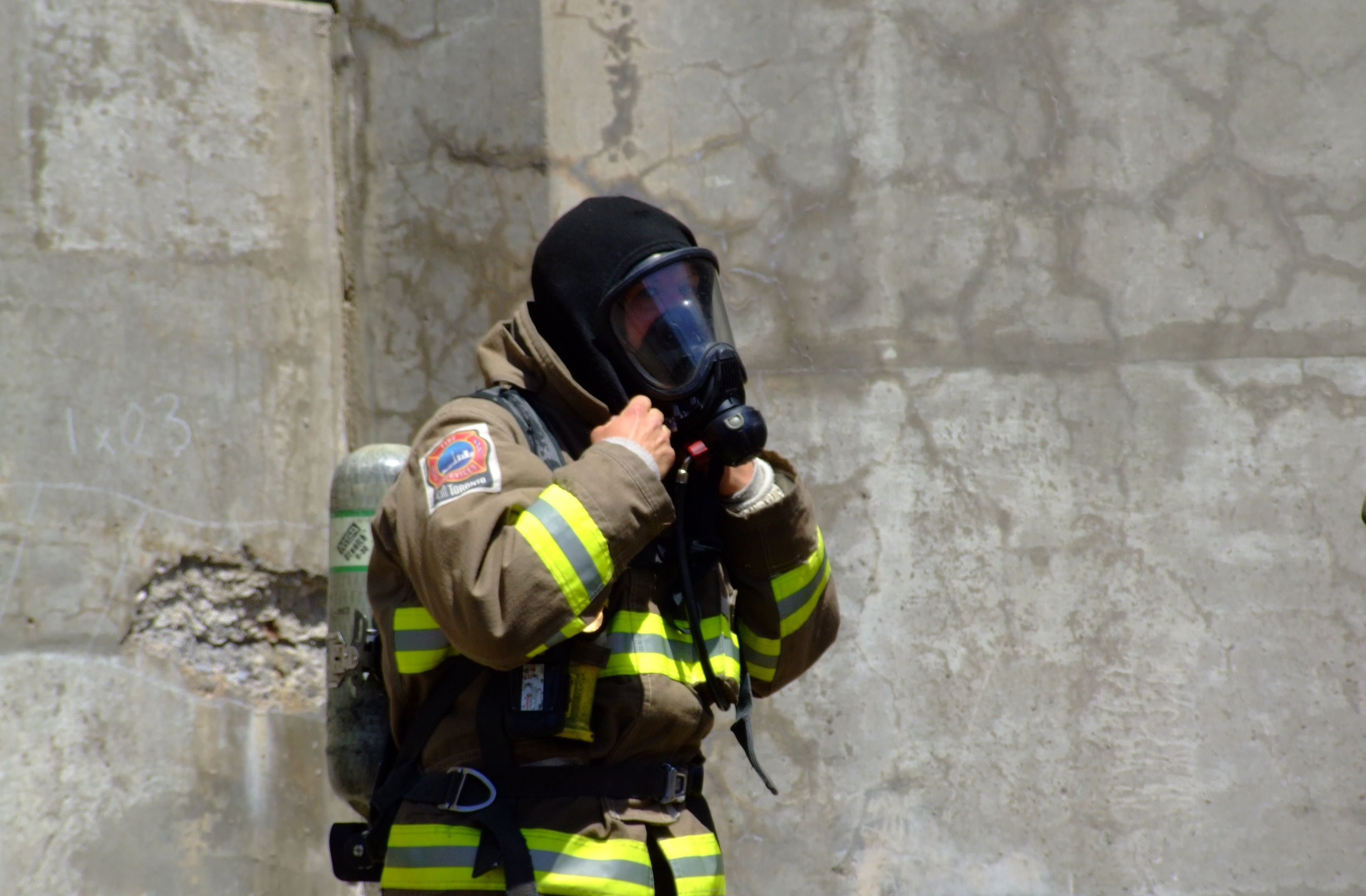
Strażak w stroju z Nomexu

Tkaniny z Nomeksu stosuje się do produkcji niepalnej bielizny termoodpornej, na przykład dla kierowców Formuły 1, strażaków, wojska i służb pracujących w ekstremalnych warunkach, jako warstwy ochronne w rozmaitych urządzeniach, jako warstwy antyprzebiciowe w energetyce itd.
Nomex jest też stosowany w filtrach chemicznych działających w trudnych warunkach oraz pokrywa się nim papier, dzięki czemu staje się on niepalny i odporny na działanie chemikaliów.
Nomex jest również głównym składnikiem materiałów kompozytowych o strukturze plastra miodu (ang. honeycomb). Posiada dużą wytrzymałość oraz sztywność i niską gęstość, dlatego jest wykorzystywany w przemyśle lotniczym.
Nomex w postaci papieru i tektury znajduje zastosowania w przemyśle elektromaszynowym jako izolacja elektryczna. Nomex został sklasyfikowany przez laboratoria Underwriters Laboratories (akta nr E34739) jako izolator dielektryczny klasy C, odpowiedni do stosowania w systemach działających w wysokich temperaturach – systemy izolacji oparte na Nomex posiadają trwałość ponad 20 000 roboczo-godzin w temperaturze 220 °C. Nomex jest też składnikiem laminatów nomeksowych typu NEN (połączenie papieru Nomex z folią poliestrową).